# Mario Romani (calciatore)
Mario Romani (Ferrara, 16 dicembre 1907 – Ferrara, 26 maggio 1977) è stato un calciatore italiano, di ruolo attaccante.

## Carriera
Centravanti con una grande vena realizzatrice, gioca sin dal 1924 a Ferrara con la SPAL e fa coppia con Aldo Barbieri. Gioca un campionato di Seconda Divisione ed altri sette di Prima Divisione. Vince anche la classifica dei cannonieri nel 1930 con 29 reti in 28 gare, poi ne segna 32 nel 1931 e 23 nel 1932.
In questo stesso anno viene acquistato dal Milan, con cui segna 19 reti in 31 partite, due meno di Giuseppe Meazza. Il suo esordio in Serie A avviene il 18 settembre 1932 a Bari, e l'anno successivo i dirigenti del Milan acquistano anche Barbieri dalla SPAL, riformando la coppia. Al debutto stagionale contro la Fiorentina, Barbieri si infortuna e giocherà tre partite. Le cose per Romani vanno un po' meglio ma non riuscirà mai più, a sua volta vittima di una serie di acciacchi, a ripetersi ai livelli del 1933. Nel 1933-1934 Romani gioca 22 partite e va 7 volte in gol, poi le reti sono 4 nel 1935 con 12 gare ed infine 6 gol con 15 incontri disputati nel 1936.
Al termine di quel campionato Romani scende in Serie B trasferendosi al Palermo e nel 1937 torna alla SPAL in Serie C, dove realizza le ultime 9 reti prima di chiudere con il calcio giocato nel 1938.
Con 129 reti segnate, è il calciatore più prolifico di tutti i tempi della SPAL.

## Palmarès

### Club

#### Competizioni nazionali
- Seconda Divisione: 1

SPAL: 1925-1926
- Prima Divisione: 1

SPAL: 1930-1931